# Pentagioi
Pentagioi  este un oraș în Grecia în prefectura Focida.